# Planetă interstelară

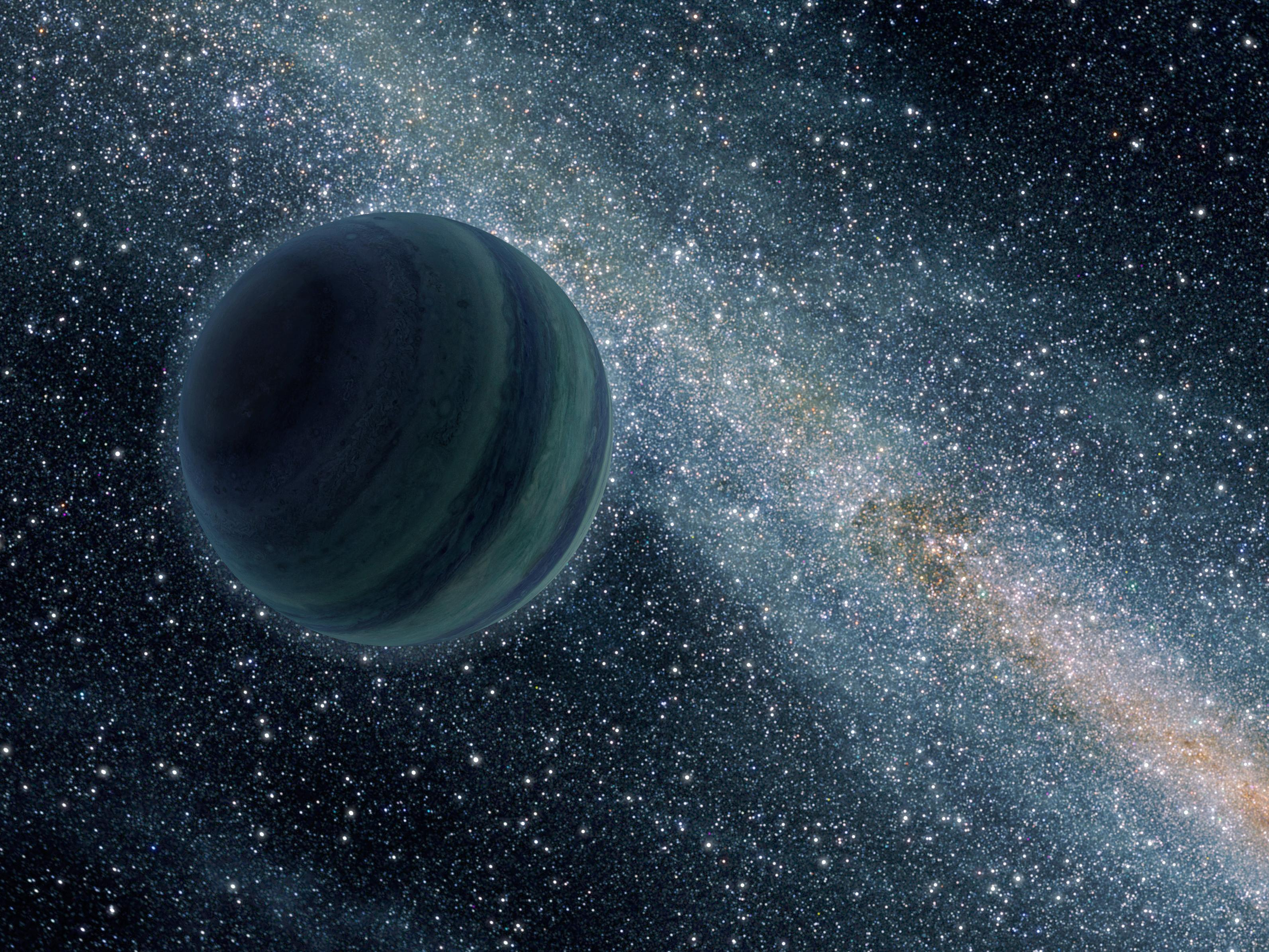
Reprezentare artistică a unei planete interstelare de mărimea planetei Jupiter.

Planeta interstelară sau planeta orfană (în engleză: Rogue planet) este o planetă (sau un obiect cosmic de mărimea unei planete) care nu se rotește în jurul unei stele (sau a unei pitice cenușii sau orice alt obiect cosmic de acest fel), ci a fost aruncat din sistemul său stelar și rătăcește prin galaxie. Unii astronomi au estimat că pot exista de două ori mai multe planete de acest fel de mărimea lui Jupiter decât numărul stelelor.

### Descoperiri
- "Am găsit o planetă rătăcitoare, foarte aproape de noi". Plutește liberă prin spațiul interstelar
- fr  Ciel et Espace: O planetă interstelară la 20 de ani-lumină de Terra. Accesat la 12 mai 2017